# George Jerrard
George Jerrard (anglès: George Birch Jerrard)  (Bodmin, 25 de novembre de 1804 - Long Stratton, 23 de novembre de 1863) fou un matemàtic anglès.
Va estudiar al Trinity College (Dublín) de 1821 a 1827. La seva obra principal és sobre teoria de les equacions, en la que es va negar a acceptar la demostració d'Abel de la impossibilitat de resoldre l'equació quíntica per radicals. Va trobar una via, mitjançant transformacions de Tschirnhaus, per eliminar tres dels coeficients de l'equació, generalitzant el mètode d'Erland Bring i que avui coneixem com Forma de Bring-Jerrard.
Les seves publicacions més notables son: Mathematical Researches, en tres volums, publicat a Bristol entre 1832 i 1834, i An essay on the Resolution of Equations, publicat a Londres el 1858.